# Elfriede Geiringer

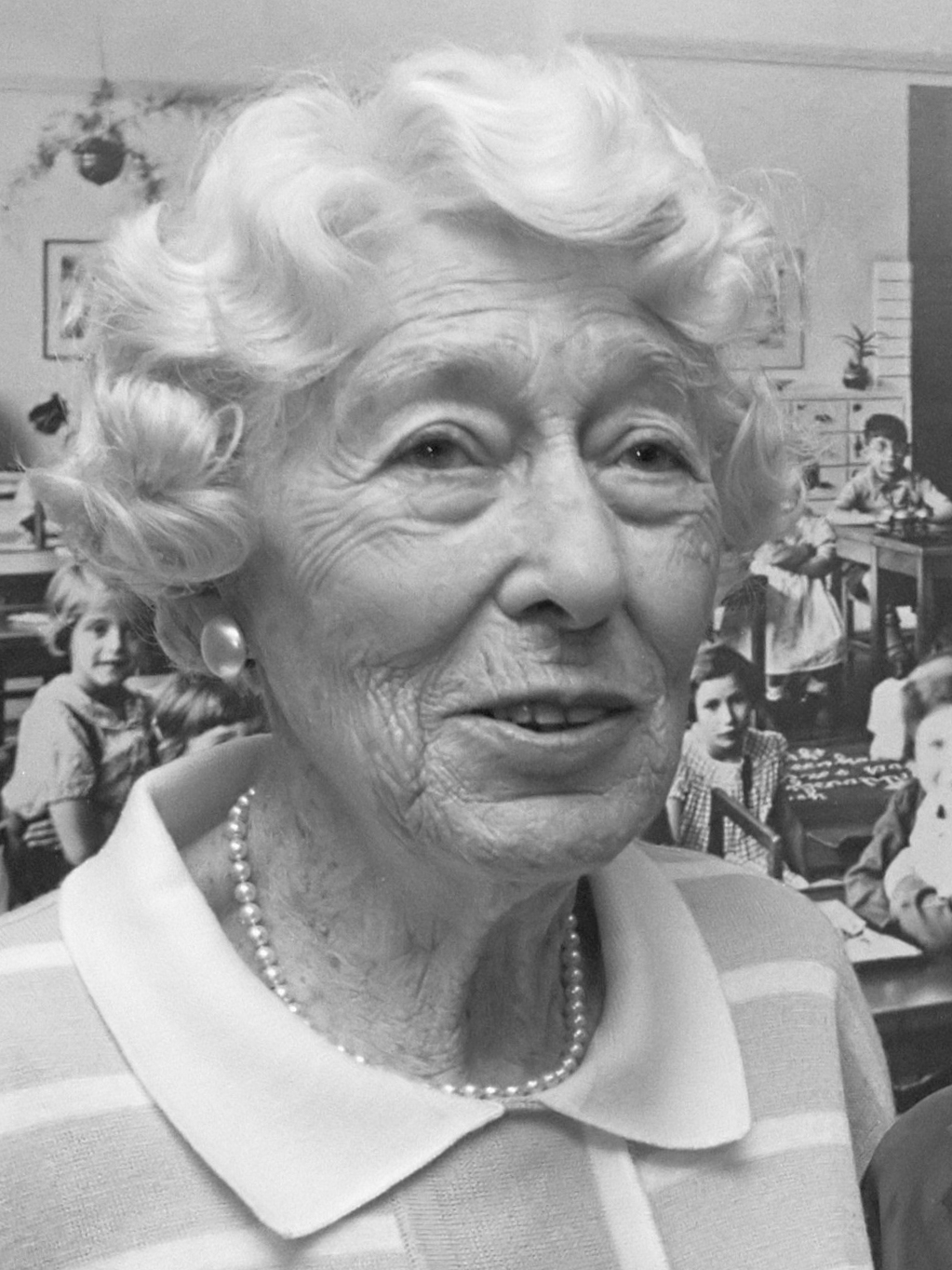
Elfriede Geiringer (1989)

Elfriede Geiringer (geborene Markovits; * 13. Februar 1905 in Wien, Österreich-Ungarn; † 2. Oktober 1998 in London, Vereinigtes Königreich) war eine jüdisch-österreichische Überlebende des Holocausts. Sie war die Mutter von Eva Schloss und die zweite Ehefrau von Otto Frank.

## Leben

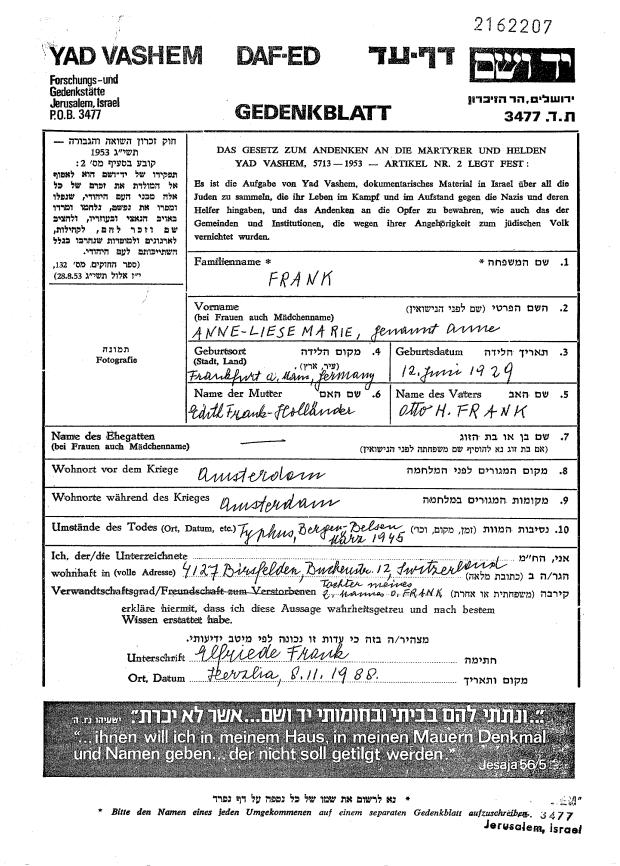
Gedenkblatt für Anne Frank in Yad Vashem, ausgefüllt von Elfriede Frank

Geiringer wurde 1905 in Wien als Tochter von Rudolf Markovits und Helen Markovits geboren. Nach ihrer Schulzeit lernte sie Erich Geiringer kennen und bekam später mit ihm zwei Kinder, die 1926 und 1929 geboren wurden. Die Familie floh wegen des Anschluss Österreichs 1938 nach Belgien und dann  in die Niederlande, wo sie sich als Nachbarn der Familie Frank niederließ.
Nachdem die Niederlande unter deutsche Besatzung gekommen waren und ihr Sohn Heinz sich in einem Arbeitslager melden musste, versteckte sich die Familie zwei Jahre lang, wurde jedoch im Mai 1944 verraten, von den Nazis verhaftet und in das Konzentrationslager Auschwitz-Birkenau gebracht.
Elfriede Geiringer und die Tochter Eva wurden im Januar 1945 von der Roten Armee befreit, aber Erich und ihr Sohn Heinz waren auf dem Todesmarsch nach Mauthausen kurz vor Kriegsende umgekommen.
Sie und ihre Tochter Eva kehrten am 13. Juni 1945 nach Amsterdam zurück. Elfriede Geiringer heiratete im November 1953 Otto Frank, dessen erste Frau Edith Frank-Holländer Auschwitz ebenfalls nicht überlebt hatte. Sie ließen sich in Basel nieder.

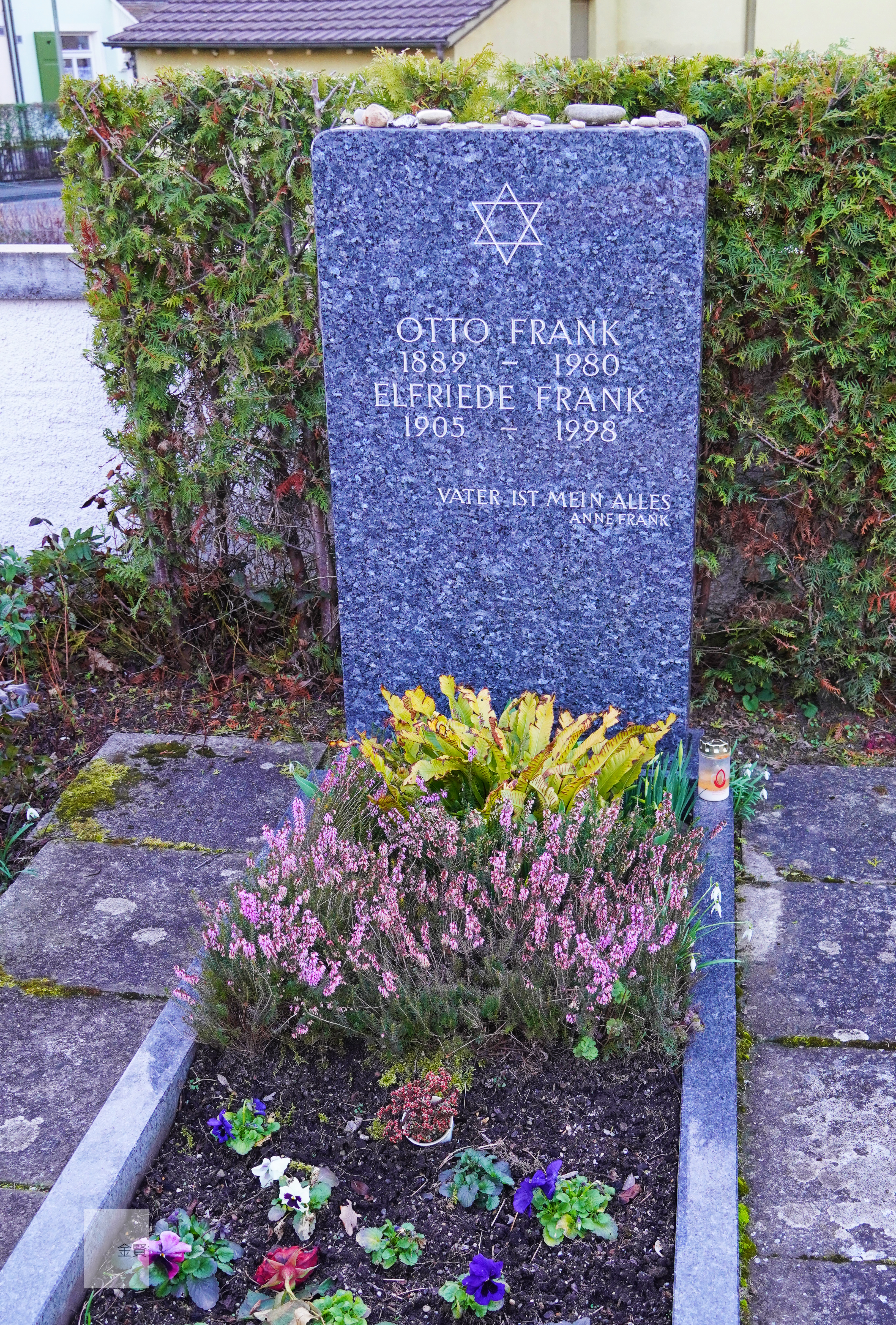
Grab von Otto und Elfriede Frank-Markovits in Birsfelden

Sie verbrachten einen großen Teil ihrer Zeit damit, die Menschen über die Bedeutung von Anne Franks Tagebuch und die Schrecken aufzuklären, die die Juden während des Holocaust erlebten. Ihr Engagement führte zur Gründung des Anne-Frank-Hauses in Amsterdam. Am 2. Oktober 1998 starb Elfriede Geiringer im Alter von 93 Jahren im Schlaf in ihrem Haus in London. Sie wurde neben ihrem Mann auf dem Friedhof Birsfelden bestattet. Ihr Ehemann Otto Frank war bereits 1980 gestorben.